# Libro Rojo de Eleazar López Contreras

El Libro Rojo de Eleazar López Contreras es un libro anónimo y sin imprenta que circuló en Venezuela, a partir de 1936, bajo el nombre La verdad de las actividades comunistas en Venezuela. El verdadero editor del libro fue el Servicio Secreto de Inteligencia de Venezuela. El libro fue publicado durante la presidencia de Eleazar López Contreras en Venezuela, de quién dicha dependencia policial recibía órdenes. A través de la correspondencia de López Contreras se ha podido comprobar que el Libro Rojo es de su autoría.

## Resumen
En este libro se recogen una serie de documentos comunistas. Este es un compendio de documentos, fotos, correspondencia y declaraciones que fueron recolectados como evidencia por el Servicio Secreto de Inteligencia de los Estados Unidos de Venezuela sobre la presencia de organizaciones en el país y sus actores principales, dentro y fuera de la nación. En su mayoría, el libro consta de textos transcritos.       

## Estructura del libro

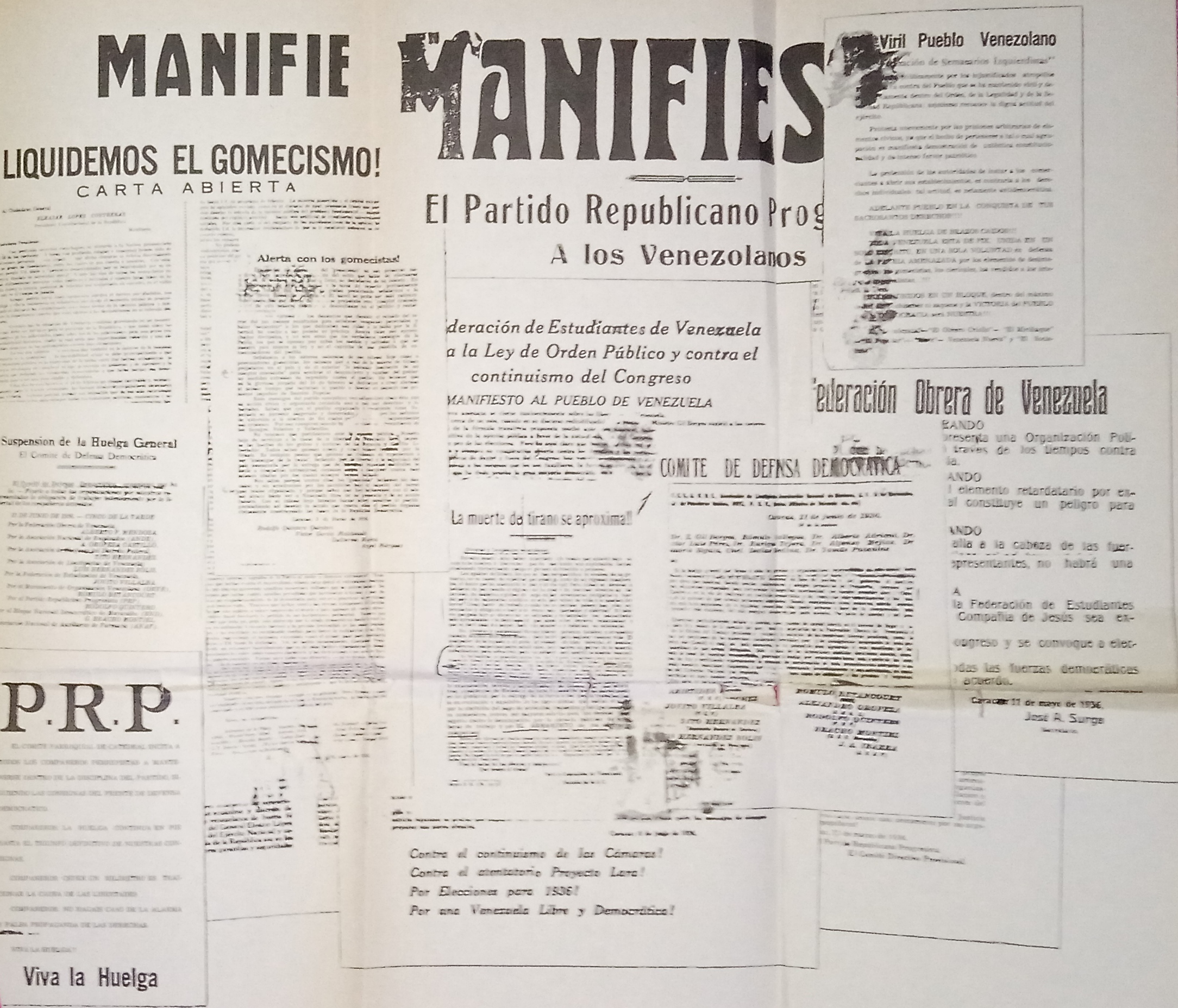
Documentos superpuestos sobre el comunismo en Venezuela, localizados en el Libro Rojo y recopilados por el Servicio Secreto de Inteligencia del General Eleazar López Contreras.

El libro original se divide en breves apartados titulados (por orden de aparición):    
- Ideología,
- Propósitos desde 1932,
- Intenciones desde 1932,
- Realidad 1936

En estos se extraen párrafos relevantes de los textos y correos de los voceros de la izquierda venezolana. Aquí también se mencionan como comunistas a varios personajes venezolanos de la época. Entre ellos se incluyen a Salvador de la Plaza, Gustavo Machado, Rómulo Betancourt, Miguel Otero Silva, Rodolfo Quintero, Jóvito Villalba, entre otros. 
Luego, se presenta una sección denominada Las actividades de los comunistas venezolanos, que se subdivide en:
- En el Exterior,
- Venezuela hasta 1935,
- Venezuela en 1936,
- Declaraciones de la Prefectura,
- Correspondencia,
- Documentos varios

Las subdivisiones de En el Exterior, Venezuela hasta 1935 y Venezuela en 1936 son un recuento claro y conciso sobre las actividades de los simpatizantes de la izquierda venezolana. Es en estas secciones en las que podemos encontrar fotos de los simpatizantes. En estas se resumen los eventos más relevantes de la izquierda venezolana en el exterior como en el interior.

Por su parte, en el exterior desde 1923 hasta 1935. Se resumen las actividades del Partido Revolucionario Venezolano (PRV), su origen, qué es, en dónde opera, por quién es dirigido y quiénes lo conforman; así como se menciona a la Agrupación Revolucionaria de Izquierda (ARDI) y al Plan de Barranquilla. Mientras que, en el interior, desde 1928 hasta 1935. Aquí se ofrece, en detalle, el resultado de una de las operaciones exitosas de la policía, en las que se encontró:
187 ejemplares impresos del Manifiesto del Partido Comunista al pueblo trabajador venezolano.
Un informe sobre la situación económica y política de Venezuela.
Un juicio sobre los periódicos de Caracas.
Un legajo conteniendo 17 lecciones para Obreros.
Dos folios con nombres y direcciones.
Dos hojas tituladas "La Verdad sobre España".
Un legajo de 4 folios de la Organización del Partido Comunista Venezolano.
Un "Carnet d’Adherent Nº 10653, Comunista".
Un legajo con doce paginas en 16°, Plan de Organización.
Un legajo con seis folios Nº 112, Carácter Corporativo.
Un legajo con seis folios y un cuarto, firmado Collins dirigido a Andrés.
Un legajo con cinco folios "Lo que debe saber el Obrero".
Una circular (2 folios) para M. E. C. y A., sin firmas.
Una subradio A. Radio del D. F.
Un croquis (Plano de los Estados de la República). Siete regiones, en colores.
84 fichas de adhesión al Partido Comunista de Venezolano.

133 Cédulas comunistas.
Así como se describen otros eventos, se presentan imágenes de los simpatizantes y sus respectivos nombres. Se presentan diversas listas. Venezuela en 1936, detalla las actividades de los grupos de izquierda ante el fallecimiento de Juan Vicente Gómez y el regreso del exilio de los simpatizantes de la izquierda a Venezuela.
En esta se explican todo tipo de detalles e información relacionadas al movimiento comunista en el país, se describen las consignas, los mítines, la prensa comunista, las universidades populares, los métodos de agitación y propaganda, así como el tipo de huelgas. Incluso se escribe sobre cómo se espera que quede la organización de los partidos políticos en Venezuela luego del fallecimiento del dictador. Podemos encontrar, de igual manera, los términos que utilizan los comunistas venezolanos y qué significan. Asimismo, en esta parte también se tachan de comunistas a varios dirigentes venezolanos.
Este libro consta de Declaraciones de Prefectura, las cuales son transcripciones de las declaraciones juradas de simpatizantes de la izquierda venezolana. Estas personas pertenecieron o tuvieron algún tipo de contacto, acercamiento o vinculación con las actividades que realizaba la izquierda en Venezuela. En estas declaraciones, a modo de entrevista, se detallan las preguntas y las consecuentes respuestas del entrevistado. Las preguntas se centran en aspectos varios de las actividades que realizó el individuo: cómo supo de la doctrina comunista, qué leyó, con quién estuvo (nombre, profesión y procedencia), qué actividades comunistas realizó, de quién y de dónde recibió cualquier material informativo impreso sobre la doctrina comunista, de quién y de dónde recibió instrucciones o adoctrinamiento, en qué lugar se hacían las reuniones (quién era el propietario), qué imprenta prestó el servicio, qué automóviles se usaron (quién era el propietario), cuántos eran parte del grupo, cuántas celúlas y radios de acción, etc. Tales declaraciones comprenden desde 1931 hasta 1934. Los comparecientes del Departamento Libertador son los siguientes: Víctor García Maldonado, Raúl Osorio, Ramón Abad, Florencio Maggi, Eugenio González, Reinaldo Lara, Pedro Gutiérrez, Manuel Pulido, Rafael I. Mendoza, Rafael Medina Febres. Adicionalmente, también se encuentra la Relación de Andre Collins (Aurelio Fortoul).
  

En la parte de Correspondencia, se encuentran transcritas cartas de distinta procedencia, por varios autores. Destacan, entre los autores, Rómulo Betancourt, Raúl Leoni, Mariano Picón Salas, entre otros. Las fechas de estas cartas comprenden desde 1932 hasta 1935, además de que provienen de Barranquilla, Santiago de Chile, Heredia (distrito), Barcelona, Cúcuta, San José (Costa Rica), Bogotá, entre otros. Por último, Documentos varios, como indica el título, es una recopilación de otros varios escritos relacionados con el comunismo en Venezuela. El Libro Rojo se considera:}   
"uno de los más raros y curiosos de la bibliografía nacional y tal vez el de mayores consecuencias polémicas en la política contemporánea de Venezuela".

## Sobre el autor
José Eleazar López Contreras, nació en Queniquea, Táchira, en el año de 1883. Fue presidente de los Estados Unidos de Venezuela. Un aporte relevante de su gobierno fue la promulgación de la Constitución de 1936. Además, con la finalidad de llenar el vacío institucional en el cuadro del Estado crea la Guardia Nacional, por otro lado, modernizar al país a través de la administración efectiva a través de la creación del Banco Central de Venezuela. Se inició en la carrera militar, para el año 1900 estaba siendo ascendido a teniente coronel. En pleno estallido de la Revolución Libertadora en 1902 fue nombrado Segundo Ayudante de Estado Mayor del Batallón Carabobo, posteriormente fue designado Segundo Comandante. 
López Contreras formó parte del gobierno de Juan Vicente Gómez, lo que marca un histórico político en su carrera, dado que Gómez asciende a Coronel a López Contreras y lo nombra Comandante Interino del Batallón Rivas. Posteriormente fue nombrado Director de Guerra del Ministerio de Guerra y Marina en 1919. Tras la muerte de Gómez en 1935, López es designado Encargado de la Presidencia de la República, decretó la libertad de los presos políticos y el siguiente año (1936) fue elegido Presidente Constitucional de la República durante 7 años, a pesar, de que más adelante quiso realizar una reforma a la constitución en la cual se disminuyera esta cantidad. 

## Contexto histórico y político

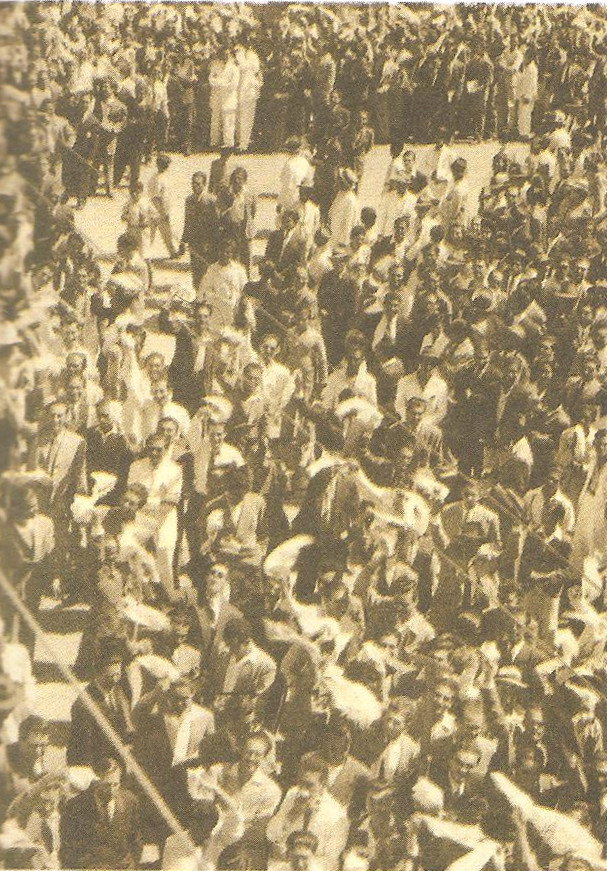
Manifestación del 14 de febrero de 1936.

Con respecto al contexto político en el momento que fue publicado el libro, López Contreras se encontraba en el inicio de su presidencia, en la cual, se enfrentó a dos crisis en el territorio venezolano. En primer lugar, la manifestación del 14 de febrero de 1936 y la huelga laboral de junio del mismo año; es válido acotar, que esta huelga tenía como objetivo derrotarlo. De la misma forma, López Contreras se encargó de modernizar el autoritarismo de herencia que su predecesor había dejado, por lo que, la situación país se encontraba en un cruce de tensión política y a la expectativa del nuevo gobierno. 
Además, el Plan de Febrero o Programa de Febrero, fue el conjunto de medidas proclamadas el 21 de febrero de 1936 en las que se buscaba contribuir a sentar las bases de la democracia en Venezuela. En estas, López Contreras decidió fijar ciertas directrices para lograr un cambio en la estructura política, económica y social del país. Por ejemplo, tomando de referencia el ámbito de la educación, el programa planteaba la reorganización de la educación nacional contra el analfabetismo, a través de la creación de un instituto pedagógico para la preparación del profesorado, la práctica continua del deporte y la creación de escuelas y oficios. No obstante, el gobierno de López Contreras manifestó una serie de características cercanas a las medidas autoritarias, dado que, se legalizó el exilio mediante el decreto presidencial; así como, declaró la proscripción política, es decir, la identificación pública de persona u organizaciones que son consideradas “enemigos públicos”, esto ocasionó oficialmente la expulsión de políticos como Rómulo Betancourt. En cuanto a las medidas en políticas públicas, su gobierno reconoció la importancia de la higiene pública, por lo que, incide en la creación de ciertos organismos de protección y Ministerios relevantes como: El Ministerio de Sanidad y Asistencia Social. 
Ahora bien, la relación que guarda el contexto político con la publicación y redacción del Libro Rojo, hace referencia a la semblanza del partido de Gómez, debido a que, a pesar del esfuerzo de mantener la paz en el país a través de una política de sistemática de persecución de las ideas “revolucionarias o de izquierda”. Un grupo de jóvenes denominados “La generación del 28” y más adelante un grupo de universitarios que formarían parte de la aristocracia de Venezuela comenzarán a incluir ideas de izquierda en su discurso revolucionario. Por ende, un grupo de estudiantes creó en Caracas el Centro de Estudios Comunistas, posteriormente se unirían trabajadores para fundar el Primer Partido Comunista de Venezuela. No obstante, el 29 de mayo de 1931, se llevó a cabo una razzia policial, llevando detenido a todo el partido. Este suceso fue de interés para López Contreras, quién, posteriormente, retratará a los detenidos y documentos de relevancia a través de un compendio de fotos, cartas y declaraciones para ser publicadas como “El Libro Rojo”.
El libro aparece en un momento de tensión política. Para el año 1935, con el fallecimiento de Juan Vicente Gómez, Venezuela presenciaba tiempos de turbulentos movimientos sociales e incipientes cambios políticos. El 25 de abril de 1936, asume la presidencia del país Eleazar López Contreras, y durante su mandato promulgó una nueva Constitución de Venezuela de 1936, la cual contenía una reforma del inciso VI del artículo 32 de la Constitución anterior de 1931, que prohibía la propaganda de las doctrinas comunista y anarquista. E incluso se consideraba como traidores a la patria a aquellos que se identificaran con la doctrina comunista y le otorgaba la potestad al Ejecutivo para expulsarlos del país.
En este contexto, es que surge La verdad de las actividades comunistas en Venezuela. A raíz de esta prohibición, el Partido Comunista de Venezuela fue transformado al Partido Republicano Progresista, así como la Agrupación Revolucionaria de Izquierda se convierte en el Movimiento de Organización Venezolano (ORVE). Posteriormente, éste se une al Partido Democrático Nacional junto con el PRP y los partidos de oposición. Y con su disolución, deviene la creación de Acción Democrática en 1941 y el resurgimiento del PCV. Además, la entrada en escena Unión Nacional Estudiantil (UNE) tras la división de la Federación Estudiantes Venezolanos (FEV), la cual participaba activamente en el ámbito político del país. UNE sería el cimiento del Comité de Organización Política Electoral Independiente (COPEI). Así, Venezuela para los años de gobierno del General Eleazar López Contreras, se hallaba inmerso en un clima de movimientos políticos de ideología comunista y socialista. Estos movimientos políticos eran consideras por el oficialismo como contrarios al establishment del posgomencismo, constituían a la oposición. La voluntad del país manifestaba su deseo hacia una ruptura definitiva del período y las prácticas gomecistas. 

## Justificación

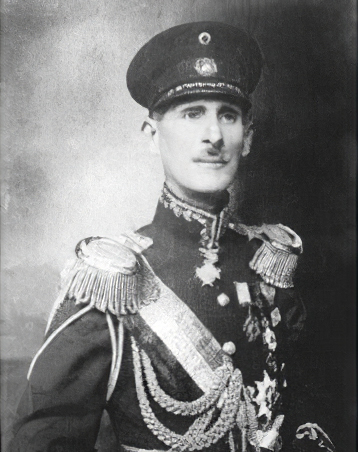
Eleazar López Contreras.

El Libro Rojo del General Eleazar López Contreras tiene como fin servir como instrumento de propaganda anticomunista en el país, bajo la lupa positivista del progreso que acompaña el mandato presidencial. En él, se expone al Agrupación Revolucionaria de Izquierda (ARDI) y al Plan de Barranquilla y las acciones coordinadas y organizadas de personas simpatizantes de la izquierda desde Colombia, así como en el interior y exterior del país, para esparcir y sembrar el pensamiento reformista o revolucionario en Venezuela a través de la propaganda. Este libro representa un fuerte ataque contra el partido político ARDI -núcleo de origen de Acción Democrática- al tachar de comunista a sus líderes, como es el caso de Rómulo Betancourt. En la portada del libro original se lee lo siguiente: "Relación y parte de la numerosa documentación que posee el Servicio Secreto de Investigación acerca de la realidad de la propaganda comunista del país".
  

Dado el contexto, esta serie de documentos, fotografías, declaraciones y cartas sirvieron como base fundamental del interés de análisis de López Contreras, tal como lo expresó Betancourt en su discurso pronunciado en el ORVE, el 6 de septiembre de 1936: 
…en el que expresó que una serie de acciones del gobierno,  que afectaron a las izquierdas, no se compaginaron con declaraciones del Presidente López Contreras en el sentido de aceptar que la población venezolana manifestara su simpatía con las izquierdas, y que no estaba dispuesto a contrariar con sus actos administrativos la voluntad de la Nación. Cita como ejemplos el regreso al país de connotados gomecistas, la publicación por el gobierno del Libro Rojo, no tomar en cuenta las quejas obreras por las violaciones de las empresas petroleras a la Ley del Trabajo, por escamotearle al pueblo su derecho al sufragio, no haber enviado a las Cámaras una nueva legislación petrolera que le garantizara a Venezuela una participación legítima de esa riqueza, así como también la política cambiaria que, en su opinión, beneficiaba a las empresas petroleras y afectaba al resto de la economía nacional al tener que pagar a Bs. 4 los dólares para cubrir las obligaciones con el exterior.

## Ediciones
El libro original entró a circulación sin autor ni imprenta en 1936. Desde la 2.ª edición publicada por Ediciones Centauro en el año 1975, todas las copias facsimilares han sido publicadas por esta editorial. La última edición conocida de esta edición es la 7a, publicada en el 2005.